# Wybrand de Geest I
Wybrand Simonszoon de Geest I (Leeuwarden, 16 agosto 1592 – Leeuwarden, 1662) è stato un pittore olandese del secolo d'oro specializzato nella pittura di ritratti.

## Biografia

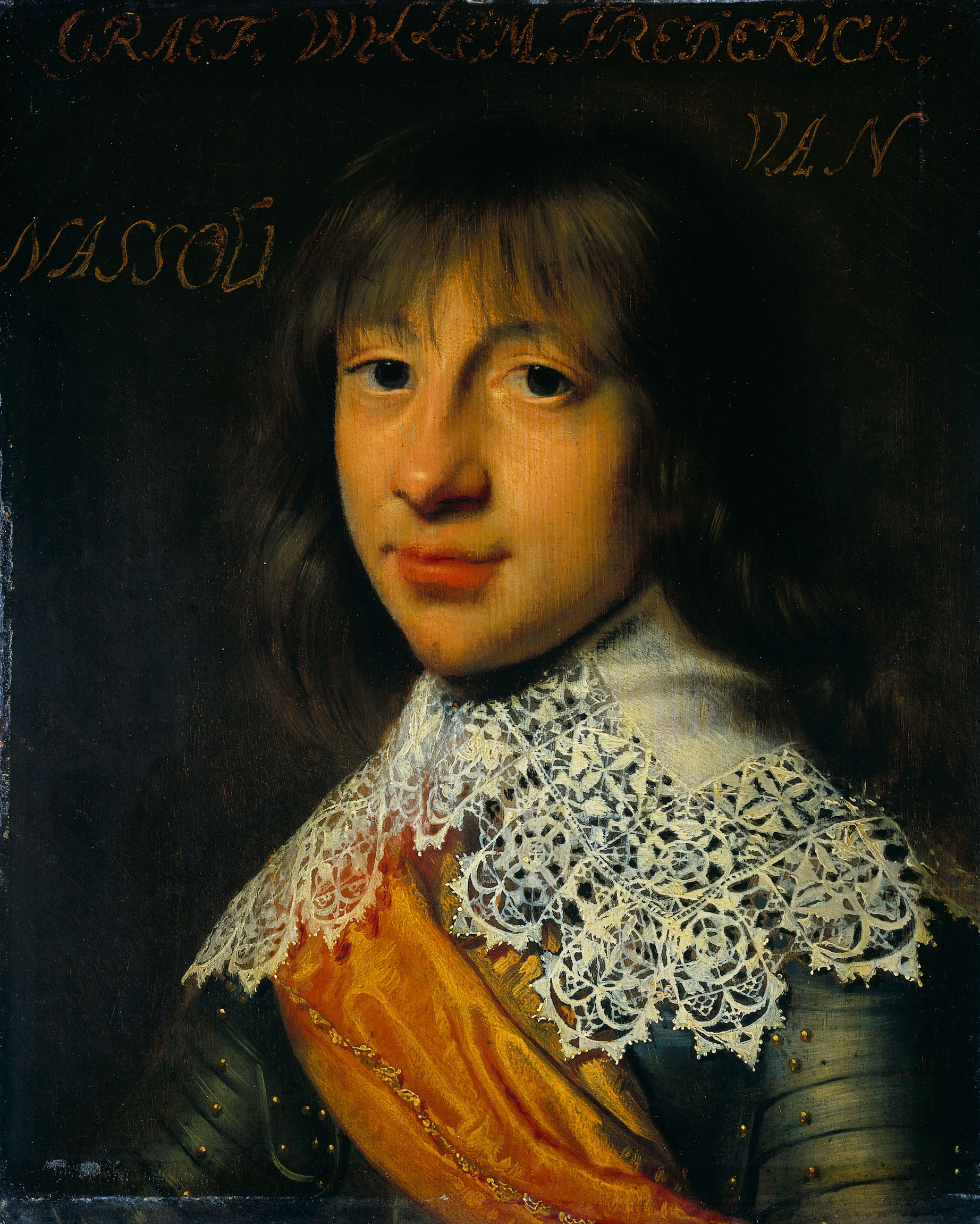
Guglielmo Federico di Nassau-Dietz (1632)

Era figlio di Simon Juckeszoon, pittore di vetrate, originario d'Anversa, che fu anche il suo primo maestro nell'arte della pittura. Studiò presso Abraham Bloemaert ad Utrecht e viaggiò in Belgio, in Francia ed in Italia, dove rimase per quattro anni a Roma.
Incontrò ad Aix-en-Provence Leonard Bramer, che contribuì con un disegno ed una composizione poetica, datati 15 febbraio 1616, al suo Album Amicorum.
A Roma fece parte della Schildersbent con il soprannome di De Friesche Adelaar (L'aquila della Frisia). Nel 1620 eseguì una copia del Maria Maddalena del Caravaggio, di cui non restano tracce.
Ritornò a Leeuwarden nel 1621 dove divenne il pittore di ritratti favorito degli Statolder e dei proprietari terrieri della zona. Assieme ad alcuni pittori della sua cerchia, dipinse i ritratti dei conti di Nassau della Frisia e della nobiltà che li circondava. Intorno alla metà del XVII secolo divenne popolare il genere del ritratto pastorale, in particolare per quanto riguardava i bambini: Wybrand de Geest si specializzò anche in questa tipologia di ritratti. Dipinse con uno stile simile a quello di Dirck Santvoort e di Paulus Moreelse. Rappresentò anche soggetti storici.
Acquisì così ricchezza e popolarità e fu tanto abile da allearsi con le famiglie aristocratiche più importanti della Frisia.
Il 19 agosto 1622 sposò Hendrickje Uylenborch, che era la sorella maggiore della moglie di Rembrandt, Saskia.  Essendo entrambi i loro genitori morti, la madre nel 1619 e il padre Rombertus nel 1624, Hendrickje fece praticamente da madre a Saskia e Wybrand da padre.
De Geest rafforzò così i contatti con i centri artistici al di fuori della Frisia.
Fu suo allievo Jacob Potma.
Anche il figlio Julius divenne pittore. Il nipote Wybrand, detto il giovane, figlio di Julius e anch'egli pittore, fu allievo del padre ed autore di un'opera sulla statuaria antica, di una guida di Roma, dedicata alla madre J.A.Coxcie ed estratta dalle note e manoscritti del nonno, a cui questa pubblicazione fu erroneamente attribuita.

## Opere
- Ritratto di Federico V Elettore Palatino, olio su legno, 1625[8]
- Ritratto di famiglia di due fratelli e due sorelle, olio su pannello, 79,5 x 114,8 cm, 1627[9]
- Autoritratto, olio su pannello, 71,2 × 54,7 cm , 1629, Fries Museum, Leeuwarden[10]
- Ritratto di Ernst Casimir (1573-1632), conte di Nassau-Dietz, olio su tela, 197 × 129 cm, 1630 c., Rijksmuseum, Amsterdam[11]
- Ritratto di Hendrik Casimir I (1612-40), Conte di Nassau-Dietz, olio su pannello, 29,9 × 23,9 cm, 1630, Rijksmuseum, Amsterdam[12]
- Ritratto di Ernst Casimir (1573-1632), conte di Nassau-Dietz, olio su pannello, 66,8 × 58 cm, 1633, Rijksmuseum, Muiden[13]
- Ritratto di Hendrik Casimir I (1612-40), Conte di Nassau-Dietz, olio su tela, 200 × 129 cm, 1625-1640, Rijksmuseum, Amsterdam[14]
- Ritratto di signora in elaborato costume, olio su pannello, 68 x 57 cm[15]
- Ritratto di giovane donna in abito nero con ampio colletto di pizzo, olio su pannello, 70,8 x 59,8 cm[16]
- Ritratto di bambina, olio su legno, 56 cm x 34 cm[17]
- Ritratto di ragazzo, Rijksmuseum, Amsterdam[18]